# Месалазин
Мезалазин (лат. Mesalazine? Салофальк) також відомий як месаламін або 5-аміносаліцилова кислота, є препаратом, який використовується для лікування запальних захворювань кишечника, включаючи виразковий коліт і хворобу Крона. Зазвичай він застосовується при легкому до середньо тяжкого ступеня захворювання. Його приймають через рот або ректально.